# Sida longipedicellata
Sida longipedicellata är en malvaväxtart som beskrevs av M. Thulin. Sida longipedicellata ingår i släktet sammetsmalvor, och familjen malvaväxter. Inga underarter finns listade i Catalogue of Life.